# 一个中国承诺书
一个中国承诺书或称一中承诺书，是因應中华人民共和国政府主张，中華民國相关组织、个人签署的一类文件的总称。类型有承诺书、声明书、保证书、邀请函等。
内容为相关组织、人员承诺其活动或行为不涉及台灣統獨議題。自2000年代起，承诺书以台湾学校签署常见。2018年7月起，香港特別行政區政府和澳門特別行政區政府要求大陸委員會香港辦事處和大陸委員會澳門辦事處人员签署“一中承诺书”，更进一步要求相关人员不干预香港和澳門内部事务。

## 教育界
自2005年起，即有台湾学校签署承诺书。学校保证提供的课程与台灣統獨議題无关，提供给赴台就读的中国大陆学生使用。内容依照中国大陆不同地区的要求而定，亦不断调整。
2017年3月2日，民進黨立法院党团召开「挟中生 校园搞一中」记者会，党团干事长葉宜津表示，世新大学签署的一中承诺书，已有违反兩岸人民關係條例之嫌。3日，民进党籍立委陳亭妃曝光國立清華大學为「兩岸暑期學術交流活動」签署一个中国承诺书。共有六所大学被指签署承诺书。國立清華大學以聲明稿回应，兩岸人民關係條例第卅三條之三的第二段提到，書面約定不得有涉及政治之內容。这是“學校發給學生的這一份說明，也只是重申不涉及政治之內容。”
事件爆光后，陸委會主委張小月表示，這些案例初步看起來已然違法，並有相關罰則，但細節有待教育部釐清。中華民國教育部部長潘文忠则在3日表示，國立清華大學此舉與「兩岸人民關係條例」有所牴觸。教育部國際司長楊敏玲表示，清大等六校均未事先向教育部申報承諾書，已違反兩岸人民關係條例。教育部將在兩週內清查全國157所大專校院，依學校簽署的過程、態樣及內容，開會討論如何懲處，依規定可處一萬到五十萬元不等罰款，也會要求學校不得再簽署類似承諾書。
3月5日，全国大专校院五大协进会表共同声明，台湾需要和全世界竞争、要和全球高等教育环境接轨，外籍生和陆生都遵循一样的原则，在课堂上以专业学习为重，不涉及政治敏感议题。
3月17日，中華民國教育部公布调查结果，全台有72所大专院校签署，占全台大专校院的近一半。处置结果为“發函糾正”。

## 政治界
1997年香港回归前夕，中华人民共和国国务院副总理钱其琛提出《香港涉台問題基本原則與政策》。回归后的香港在法律上亦遵从中华人民共和国政府的一个中国政策。2011年7月，代表中華民國政府的臺港經濟文化合作策進會与代表香港特别行政区政府的港台經濟文化合作協進會达成协议，中華民國政府驻港机构中華旅行社更名为“台北經濟文化辦事處”。香港特别行政区政府在台湾设立香港經濟貿易文化辦事處，为台港两地民众提供服务。2016年蔡英文政府开始执政，由于不承认“九二共识”，台海关系变化。有作者认为，日后香港特别行政区政府提出“一中承诺书”即与此相关。
2021年6月21日，中華民國大陸委員會記者會上，主委邱太三表示，香港特别行政区政府自2018年7月起，要求大陸委員會香港辦事處人員签署“一中承诺书”。邱太三认为，这是港府設置政治障礙，旨在“矮化”中華民國國格，中華民國政府拒絕接受。港府举动片面違反台港2011年互設辦事處換文內容。但邱同时表示，換文文件“要待文件完成解密程序，方能提供参考”。此前，因中華民國政府拒绝相关人员签署“一中承诺书”，已造成派駐人員无法获得香港签证，未能續留及赴任。最后的留守人员——倪伯嘉工作簽證亦将在7月底到期。
邱太三在6月21日記者會上展示了港府要求的“一中承诺书”。该承诺书内容有四条，其一：“在香港期间严格遵守‘一个中国’原则和香港《基本法》及香港法律，不干预香港内部事务，不作出与其身份不符或有害香港繁荣稳定或令特区政府尴尬的言行”；其二、“台北办遵守‘港台两会’2011年换文的规定，严格按照其业务功能及便利安排的范围在香港进行活动”；其三、“台北办及其人员在香港须使用与台北办相应的称谓及职称，包括对外文书；及”；其四、“台北办与香港特区政府的接触按既有安排处理，港台两地公务往来须由港台經濟文化合作協進會及臺港經濟文化合作策進會于‘港台两会’平台进行”。

## 备注
1. ↑  驻港台北办同时采用不具政治色彩的“台北经济文化办事处（香港）”与具官方代表机构色彩的“大陆委员会香港办事处”两个名称，承诺书要求使用“台北经济文化办事处（香港）”的名称和职衔。参见涉台用语。